# 音楽の世界へようこそ
『音楽の世界へようこそ』（おんがくのせかいへようこそ）は、川本真琴の3枚目のフルアルバム。「川本真琴 feat. TIGER FAKE FUR」名義でリリース
。

## 概要
個人名義の作品としては『gobbledygook』以来およそ9年ぶりとなるアルバム。本作が発売された5日後に、ソニー・ミュージック在籍時代のシングル集アルバム『The Complete Singles Collection 1996～2001』をリリース。なお、同日に公式サイトで本作が品切れと告知。
レコーディングには沖山優司、荒川康伸（ex.フリッパーズ・ギター）、久下惠生（FLYING RHYTHMS、ストラーダ）、数々のモータウン作品やThe Beach Boys「PET SOUNDS」に参加したベーシストのキャロル・ケイ（「小鳥のうた」）といったメンバーが参加している。
「アイラブユー」にはミュージックビデオが存在している。監督は以前川本が主題歌を歌った映画「あんにょん由美香」を撮った松江哲明が務め、川本の故郷・福井県福井市で撮影した。
オリコン・チャート対象外の作品。

## 収録内容

### 収録曲
| 全作詞・作曲: 川本真琴。 |                                |          |            |
| #                        | タイトル                       | 作詞     | 作曲・編曲 |
| 1.                       | 「音楽の世界へようこそ」       | 川本真琴 | 川本真琴   |
| 2.                       | 「何処にある?」                | 川本真琴 | 川本真琴   |
| 3.                       | 「夜の生態系」                 | 川本真琴 | 川本真琴   |
| 4.                       | 「アイラブユー」               | 川本真琴 | 川本真琴   |
| 5.                       | 「石の生活」                   | 川本真琴 | 川本真琴   |
| 6.                       | 「鳥」                         | 川本真琴 | 川本真琴   |
| 7.                       | 「ウグイスー」                 | 川本真琴 | 川本真琴   |
| 8.                       | 「クローゼット」               | 川本真琴 | 川本真琴   |
| 9.                       | 「縄文」                       | 川本真琴 | 川本真琴   |
| 10.                      | 「へんね」                     | 川本真琴 | 川本真琴   |
| 11.                      | 「海」                         | 川本真琴 | 川本真琴   |
| 12.                      | 「ポンタゴ」                   | 川本真琴 | 川本真琴   |
| 13.                      | 「マギーズファームへようこそ」 | 川本真琴 | 川本真琴   |
| 14.                      | 「小鳥のうた」                 | 川本真琴 | 川本真琴   |

### 店頭初回特典
タワーレコード
- 「音楽の世界へようこそ」のデモヴァージョン（「カワモッツ（川本姉妹）」によるホームデモテープ）
- 川本編集TOWERオリジナル12Pブックレット（写真とぼやき）

HMV
- 2006年6月10日、ハマジムレコーズpresents「SELL OR RENTAL 僕らは何を頼りに生きているのだろう」出演時の弾き語りによる「夜の生態系」ライブ音源
- 川本編集HMVオリジナル12Pブックレット（写真とぼやき）

ディスクユニオン
- アルバム未収録曲「ファイアーダンス」